# Hallett Ridge
Hallett Ridge är en undervattensås i Antarktis. Den ligger i havet utanför Östantarktis. Nya Zeeland gör anspråk på området.